# Partit Internacional Democràtic
Partit Internacional Democràtic (en anglès International Democratic Party) és un partit polític de Jammu i Caixmir que reclama l'establiment del condomini entre Índia i Pakistan sobre la totalitat de Caixmir. Fou fundat per R.P. Saraf.